# Округ Макдафи (Џорџија)
Макдафи (енгл. McDuffie County) је округ у америчкој савезној држави Џорџија.

## Демографија
По попису из 2010. године број становника је 21.875, што је 644 (3,0%) становника више него 2000. године.
| Група             | 2000.          | 2010.          |
| Белци             | 12.795 (60,3%) | 12.310 (56,3%) |
| Афроамериканци    | 7.966 (37,5%)  | 8.706 (39,8%)  |
| Азијати           | 69 (0,3%)      | 76 (0,3%)      |
| Хиспаноамериканци | 284 (1,3%)     | 475 (2,2%)     |
| Укупно            | 21.231         | 21.875         |